# Piedmont (Dakota du Sud)
Pour les articles homonymes, voir Piedmont.
Piedmont est une municipalité américaine située dans le comté de Meade, dans l'État du Dakota du Sud.
Habitée depuis les années 1870, la ville est fondée le 10 avril 1890. Elle adopte le nom de Piedmont (« au pied de la montagne ») en raison de l'influence française dans la région et de sa situation au pied des Black Hills,. Piedmont devient une municipalité en 2007, élisant son premier conseil municipal en novembre de cette même année.

## Démographie
| 2000 | 2010 | - | - | - | - |
| ---- | ---- | - | - | - | - |
| 156  | 222  | - | - | - | - |

Selon le recensement de 2010, Piedmont compte 222 habitants. La municipalité s'étend sur 0,29 milles carrés (0,75 km2).